# Rhinopias eschmeyeri
Rhinopias eschmeyeri  (лат.) — вид морских лучепёрых рыб семейства скорпеновых.
Вид встречается в Индийском океане и на западе Тихого океана от берегов Восточной Африки до Японии и Австралии.
Рыба мелкого размера до 23 см длиной, яркой расцветки. Тело красного цвета.
Это морской, тропический, демерсальный вид, обитающий на коралловых рифах на глубине до 55 м. Активный хищник, питается мелкой рыбой и ракообразными.